# 马桑
马桑（学名：Coriaria nepalensis）为马桑科马桑属的植物。其种加词“nepalensis”意为“尼泊尔的”。

## 形态
落叶灌木；幼枝有棱；椭圆形或卵状椭圆形全缘叶子对生，顶端尖，基出三大脉，紫色叶柄；春季开花，杂性，总状花序，雄花序先叶开放；浆果状瘦果，熟时为紫黑色，外包肉质花瓣。

## 分布
分布于尼泊尔、印度以及中国大陆的陕西、西藏、湖北、甘肃、四川、云南、贵州等地，生长于海拔400米至3,200米的地区，一般生于灌丛中，目前尚未由人工引种栽培。

## 别名
千年红、马鞍子、水马桑、野马桑（云南） 马桑柴（贵州） 乌龙须、醉鱼儿、闹鱼儿（成都） 黑龙须、黑虎大王（云南曲靖） 紫桑（云南文山）

## 异名
- Coriaria sinica Maxim.